# 安娜伯貝格巴赫河

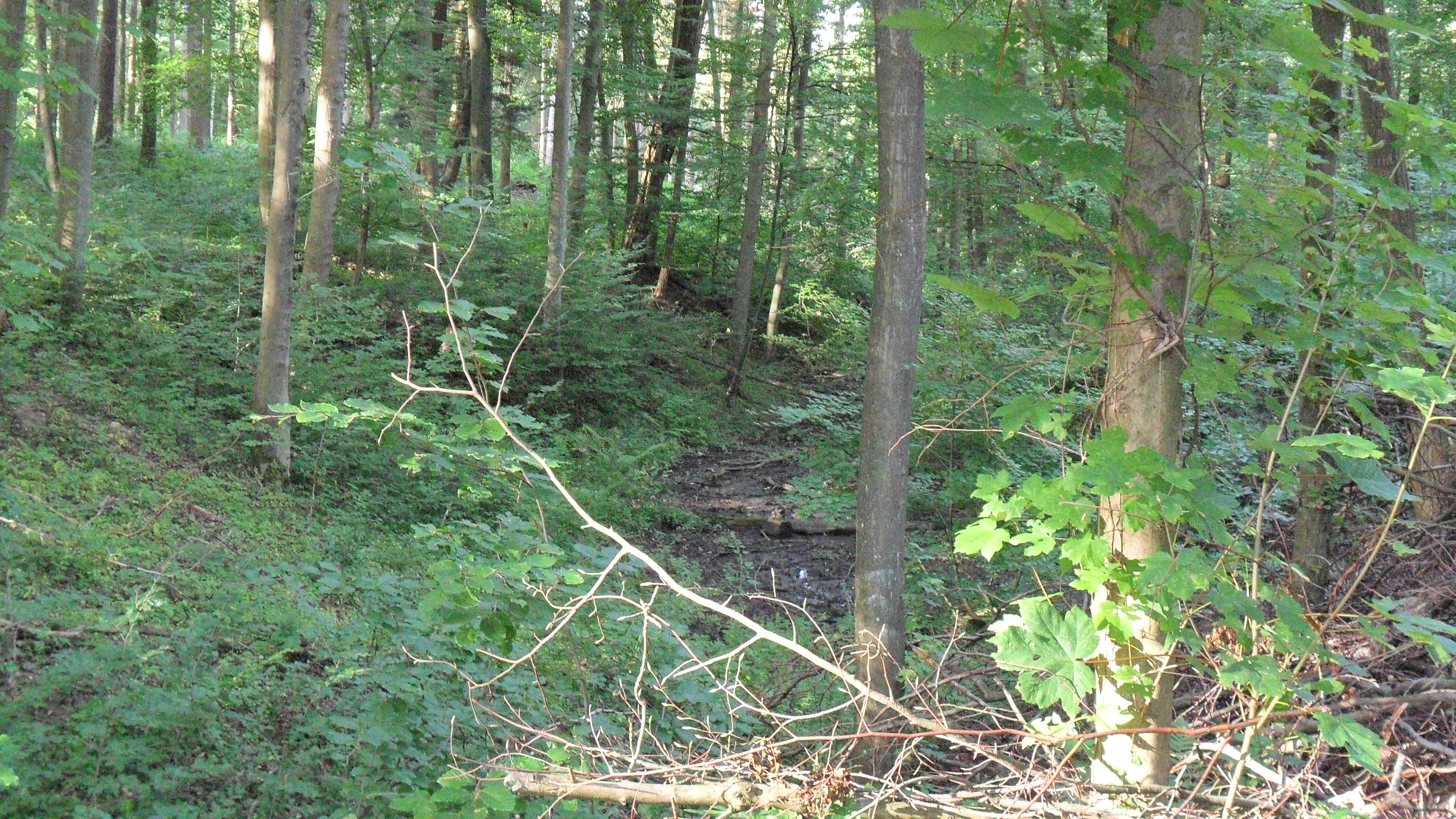

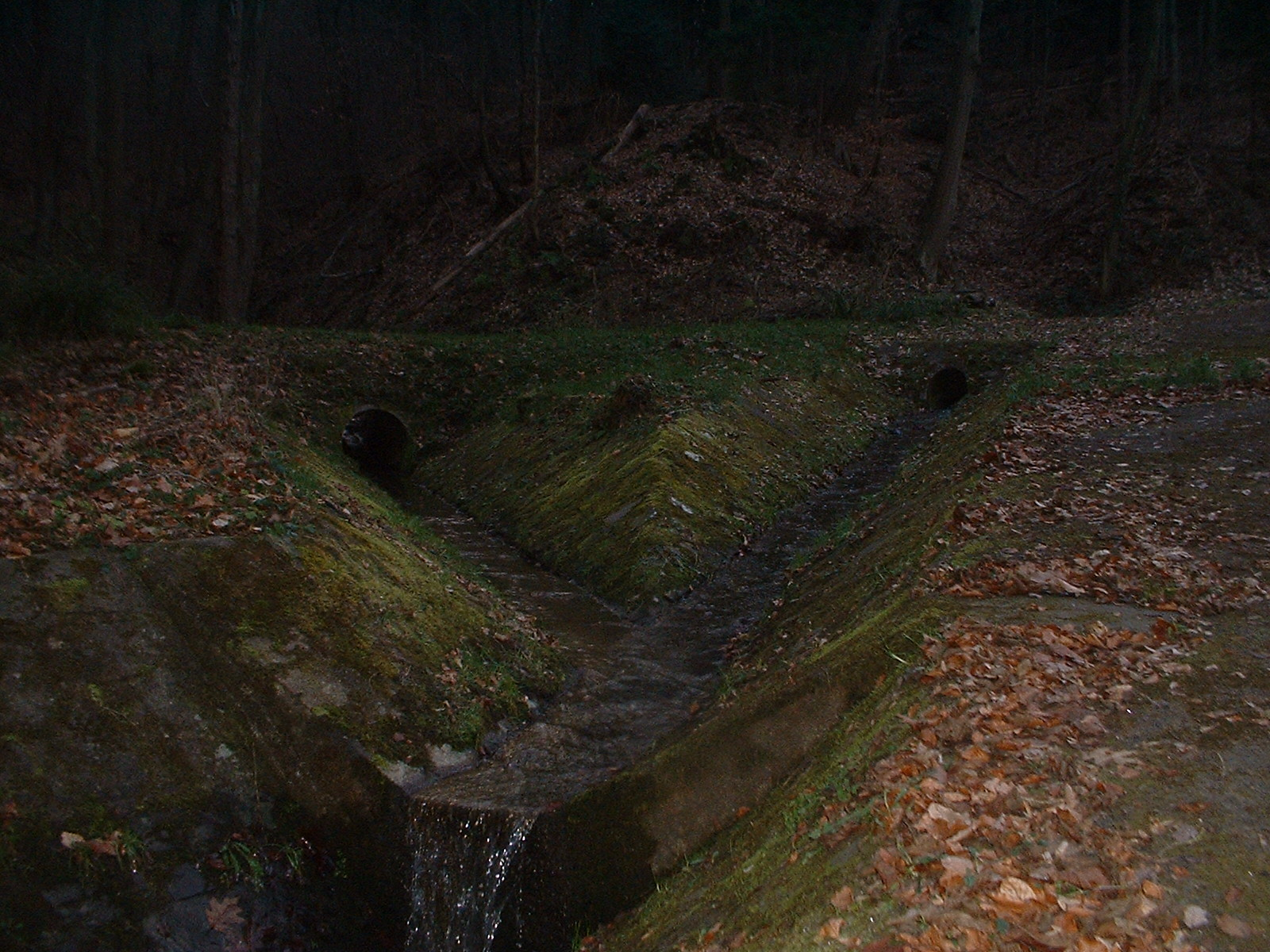

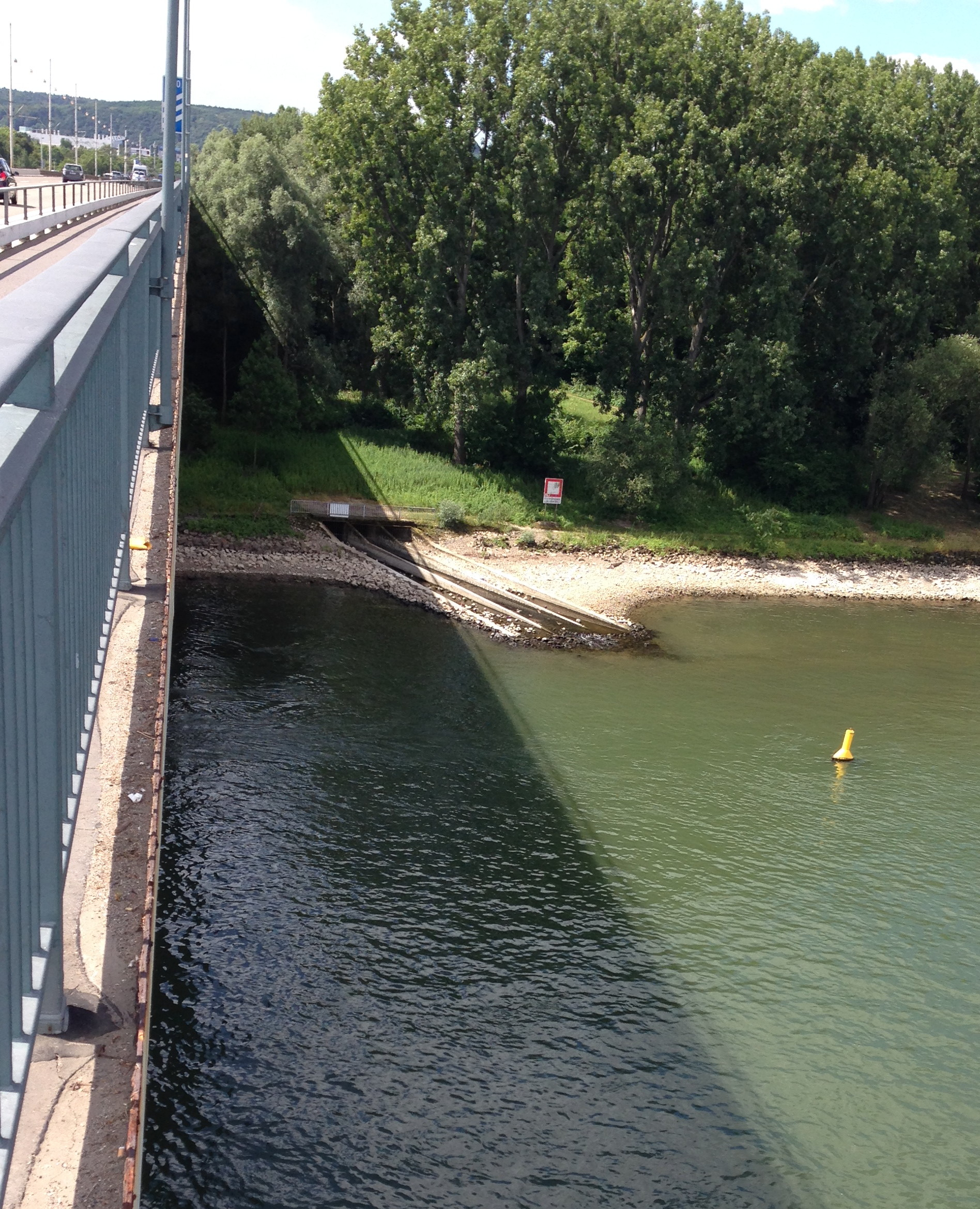

50°42′59.25″N 7°8′31.43″E / 50.7164583°N 7.1420639°E
安娜伯貝格巴赫河（德語：Annaberger Bach），是德國的河流，位於該國西部，處於北萊茵-威斯特法倫州，屬於萊茵河的左支流，河道全長5.5公里，流域面積6.2平方公里。